# Episodi di Guida astrologica per cuori infranti (seconda stagione)
La seconda stagione della serie televisiva Guida astrologica per cuori infranti sono state trasmesse sulla piattaforma streaming Netflix a partire dall' 08 marzo 2022.
| nº | Titolo     | Pubblicazione |
| -- | ---------- | ------------- |
| 1  | Bilancia   | 08 marzo 2022 |
| 2  | Scorpione  | 08 marzo 2022 |
| 3  | Sagittario | 08 marzo 2022 |
| 4  | Capricorno | 08 marzo 2022 |
| 5  | Acquario   | 08 marzo 2022 |
| 6  | Pesci      | 08 marzo 2022 |